# Hôtel de Gramont (Pau)
L’hôtel de Gramont est un établissement hôtelier classé 4 étoiles, exploité par le groupe bordelais Quatrès.
Il est situé au 3, place Gramont, à Pau, dans le département français des Pyrénées-Atlantiques, en région Nouvelle-Aquitaine.

## Situation
L’hôtel se situe à l’angle sud-est de la place Gramont et de la rue Bordenave-d’Abère.

## Historique
En 1769, bien avant la création de la place, le site est déjà occupé par un relais de poste dirigé par les frères Jean et Antoine Manescau et par le sieur Filhon qui gère alors l’auberge adjacente, les deux édifices occupent alors les actuels no 1,2 et 3. Les deux frères achètent peu de temps après l’auberge de Filhon et forme alors un vaste hôtel de voyageurs.
En 1778, François Flamichon, ingénieur et géographe du roi Louis XVI, projette la construction d’une place à l’architecture harmonieuse et uniforme, en vue d’y installer, notamment, la comédie. La conception de cette place s’avère d’emblée compliquée et le projet est interrompu à la disparition de Flamichon en 1788, et ne reprend qu’à partir de 1817, bien après la Révolution.
En 1820, afin de respecter le plan uniforme de la nouvelle place, les frères Manescau font démolir leur hôtel et le reconstruisent dans les dispositions actuelles au no 1 et 3 (à l'époque au seul no 11) sous le nom d’hôtel de la Poste, le terrain où s’élève le no 2 étant alors vendu à la famille Biraben. La famille Manescau gère l’établissement jusqu’en 1898, année durant laquelle il est cédé à Clovis Cerné et à sa femme. Ceux-ci font alors procéder à de nombreuses modifications, notamment par la construction d’une vaste aile donnant sur le ravin du Hédas, accueillant une grande salle des fêtes destinée aux réceptions, ainsi qu'à abriter les offices et les cuisines, et font également ajouter une marquise à l'entrée principale. Les propriétaires le renomme Grand Hôtel de la Poste à cette occasion.
Au début du XXe siècle, à la suite du décès de son mari, madame Cerné cède l’hôtel à la famille Dabbadie. Henri Dabbadie fait procéder à l'installation d'un ascenseur, du chauffage central et fait supprimer le belvédère sur le toit. Durant les années 1960, l’établissement perd de sa superficie, le n°1 est alors transformé en immeuble de rapport. Il est rebaptisé hôtel de Gramont dans le courant des années 1970. La famille Dabbadie en reste propriétaire jusque dans les années 1980.
L’hôtel est racheté en 2019, par le groupe Quatrès. Ayant toujours été un établissement 3 étoiles, l’hôtel en obtient une quatrième l’année suivante à la suite de nombreux travaux de rafraîchissement.
N’ayant jamais changé d’activité depuis sa fondation par les frères Manescau en 1769, même après à sa reconstruction, l’hôtel est actuellement le plus ancien de la ville.